# Ernst Rassek
Ernst Rassek (* 5. Dezember 1909 in Ruda; † 16. August 1956 in Baden-Baden) war ein deutscher Widerstandskämpfer gegen den Nationalsozialismus.

## Leben
Ernst Rassek wurde als Sohn einer reichsdeutschen Familie in Oberschlesien geboren. Er diente in der polnischen Armee und machte seine mittlere Reife an einer polnischen Schule. Anschließend arbeitete er im väterlichen Sattler- und Tapezierbetrieb. Anfang der 1930er machte er eine ausgedehnte Europatour mit dem Motorrad, die ihn bis nach Algerien führte. Anschließend schrieb er für die deutschsprachige Heimatzeitung von Kattowitz und berichtete unter anderem über die Olympischen Spiele von 1936.
In Berlin lernte er einige jüdische Familien kennen und erfuhr von ihren Einschränkungen nach den NS-Rassegesetzen. Er begann den Eigentümern von Geschäften zu helfen, die zwangsarisiert wurden, indem er für ausreisewillige Juden, die nach Polen flüchteten, Devisen schmuggelte. Durch Denunzierung wurde er am 3. Februar 1937 verhaftet und vor dem Landgericht Berlin der Verfehlungen gegen die Devisengesetzgebung angeklagt. Insgesamt konnten ihm drei Fälle nachgewiesen werden, bei denen er Familien half. Der Schaden betrug insgesamt etwas mehr als 8000 Reichsmark. Er wurde zu zwei Jahren und einem Monat Zuchthaus und einer zusätzlichen Geldstrafe von 5000 Reichsmark verurteilt. Seine Haftzeit saß er im Zuchthaus Sonnenburg ab.
Anschließend wurde Rassek in Kattowitz sesshaft, wo er als Mitgeschäftsführer ein Lokal und eine Kleinkunstbühne leitete. Dort lernte er auch seine Frau Maria kennen. Ab 1942 leitete das Ehepaar ein Kindererholungsheim für ausgebombte Kinder in Zakopane. 1943 wurde Rassek in die Wehrmacht einberufen. Da er als „Judenbegünstiger“ und „Wirtschaftsschädling“ galt, wurde er „wehrunwürdig“ erklärt und musste in der Bewährungstruppe 999 dienen. Dort wurde er der Organisation Todt zugeteilt und diente als Dolmetscher. Im Rahmen dieses Dienstes war er gezwungen gegen Partisanen in Kroatien und Serbien vorzugehen.
Im Januar 1945 erhielt er Heimaturlaub und wurde zusammen mit seiner Familie fahnenflüchtig. Die Familie floh über Dresden nach Bayern bis Ravensburg, wo sie sich zwei Monate bis zum Kriegsende versteckt hielten. Nach dem Ende des Zweiten Weltkriegs wurde er von der französischen Besatzung als Leiter des Hotel Terminus in Baden-Baden eingesetzt. Ab 1952 übernahm er außerdem das Maxim. Kurz darauf erfuhr er von einer letalen Krebserkrankung. Bis zu seinem Tod am 16. August 1956 kämpfte er gegen das damalige Urteil des Landgerichts an, um als Verfolgter des Nazi-Regimes rehabilitiert und entschädigt zu werden.
Nach seinem Tod nahm sein Sohn das Rehabilitationsverfahren ab 1979 erneut auf. Im Oktober 1980 wurde er schließlich als Verfolgter anerkannt.